# George Brandis
 (juillet 2020).
Si vous disposez d'ouvrages ou d'articles de référence ou si vous connaissez des sites web de qualité traitant du thème abordé ici, merci de compléter l'article en donnant les références utiles à sa vérifiabilité et en les liant à la section « Notes et références ».
Pour les articles homonymes, voir Brandis (homonymie).
George Henry Brandis est un diplomate et homme politique australien né le 22 juin 1957.

## Biographie
Il a été sénateur du Queensland entre 2000 et 2018, représentant le Parti libéral, et a été ministre dans les gouvernements Howard, Abbott et Turnbull.
Il est haut-commissaire australien au Royaume-Uni depuis mai 2018. 